# Rhagodopa setipes
Espèce
Synonymes
- Rhagodes aureus setipes Birula, 1905

Rhagodopa setipes est une espèce de solifuges de la famille des Rhagodidae.

## Distribution
Cette espèce se rencontre au Baloutchistan.

## Description
Le mâle holotype mesure 42 mm.

## Publication originale
- Birula, 1905 : Bemerkungen über die Ordnung der  Solifugen. I-V. Annuaire du Musée Zoologique de l’Académie Impériale des Sciences de St.-Pétersbourg, vol. 9, p. 391–416 (texte intégral).